# Corporación para la Radiodifusión Pública
La Corporación para la Radiodifusión Pública (CPB) es una institución estadounidense sin ánimo de lucro creada en 1967 por una ley del Congreso de Estados Unidos y financiada por el pueblo estadounidense («funded by the American people»), como se indica bajo su logotipo en uso desde el año 2000, la cual apoya, promueve y ayuda a la radiodifusión pública. La misión de la corporación es garantizar el acceso universal a servicios de telecomunicaciones y contenido no comerciales de alta calidad. La CPB lo hace, aportando más del 70 por ciento de sus recursos a más de 1400 estaciones de radio y televisión públicas locales.En julio de 2025, la ley del Congreso Rescissions Act de 2025 eliminó la financiación federal del CPB. El 1 de agosto de 2025, el CPB anunció sus planes de cerrar a finales de enero de 2026.

## Historia
La Corporación para la radiodifusión pública se creó el 7 de noviembre de 1967, cuando el presidente de Estados Unidos, Lyndon B. Johnson, firmó la Ley de Radiodifusión Pública de 1967. La nueva organización colaboró inicialmente con la red de Televisión Educativa Nacional, que se convertiría en el PBS. Ward Chamberlin Jr. fue el primer director de la corporación. El 27 de marzo de 1968, se registró como una corporación sin fines de lucro en el Distrito de Columbia. En 1969, la CPB inició conversaciones con diversas organizaciones civiles y grupos privados para iniciar las operaciones de PBS.
El 26 de febrero de 1970, el CPB creó la National Public Radio (NPR), una red nacional de estaciones de radio públicas. A diferencia de PBS, NPR produce y distribuye su programación.
El 31 de mayo de 2002, CPB, a través de una primera ronda de financiamiento mediante una asignación especial, ayudó a las estaciones de televisión pública a hacer la transición de la televisión análoga a las transmisiones digitales, proceso que se completó en 2009.

## Financiamiento de la corporación
El presupuesto anual de la CPB se compone casi en su totalidad de una asignación anual del Congreso, más los intereses de esos fondos. El 95% de la asignación de la corporación se destina directamente al desarrollo de contenidos, servicios comunitarios y otras necesidades de estaciones y sistemas locales.
Las estaciones de radiodifusión públicas se financian con una combinación de donaciones privadas de oyentes y espectadores, fundaciones y corporaciones. La financiación de la televisión pública proviene aproximadamente, a partes iguales, del gobierno (en todos los niveles) y del sector privado.
Las estaciones que reciben fondos de la CPB deben cumplir con ciertos requisitos, como el mantenimiento o la provisión de reuniones abiertas, registros financieros abiertos, una junta asesora comunitaria, igualdad de oportunidades de empleo y listas de donantes y actividades políticas.

## Preocupaciones políticas
En 2004 y 2005, el personal de PBS y NPR se quejó de que el CPB estaba empezando a impulsar una agenda conservadora. Los miembros de la junta respondieron que simplemente buscaban el «equilibrio». Las encuestas de las audiencias de PBS y NPR en 2002 y 2003 indicaron que pocos sentían que los informes de noticias de los grupos contenían sesgos, y aquellos que vieron una inclinación estaban divididos en cuanto a qué lado creían que favorecían los informes. La carga de una agenda conservadora llegó a un punto crítico en 2005. Kenneth Tomlinson, presidente de la junta de CPB desde septiembre de 2003 hasta septiembre de 2005, enfureció a los partidarios de PBS y NPR al encargar unilateralmente a un colega conservador que realizara un estudio de presuntos prejuicios en el programa de PBS NOW with Bill Moyers, y al nombrar a dos conservadores como Ombudsmen de CPB. El 3 de noviembre de 2005, Tomlinson renunció a la junta, como consecuencia de un informe sobre su gestión, elaborado por el inspector general de la CPB, Kenneth Konz, a solicitud de los demócratas de la Cámara de Representantes de Estados Unidos. El informe se hizo público el 15 de noviembre.

## Requisitos de objetividad y equilibrio
La Ley de Radiodifusión Pública de 1967 requiere que la CPB opere con «estricto apego a la objetividad y el equilibrio en todos los programas o series de programas de naturaleza controvertida». También le exige, que revise periódicamente la programación nacional en busca de objetividad y equilibrio, y que informe sobre «sus esfuerzos para abordar las preocupaciones en cuestiones de objetividad y equilibrio».